# Theo Schoenaker

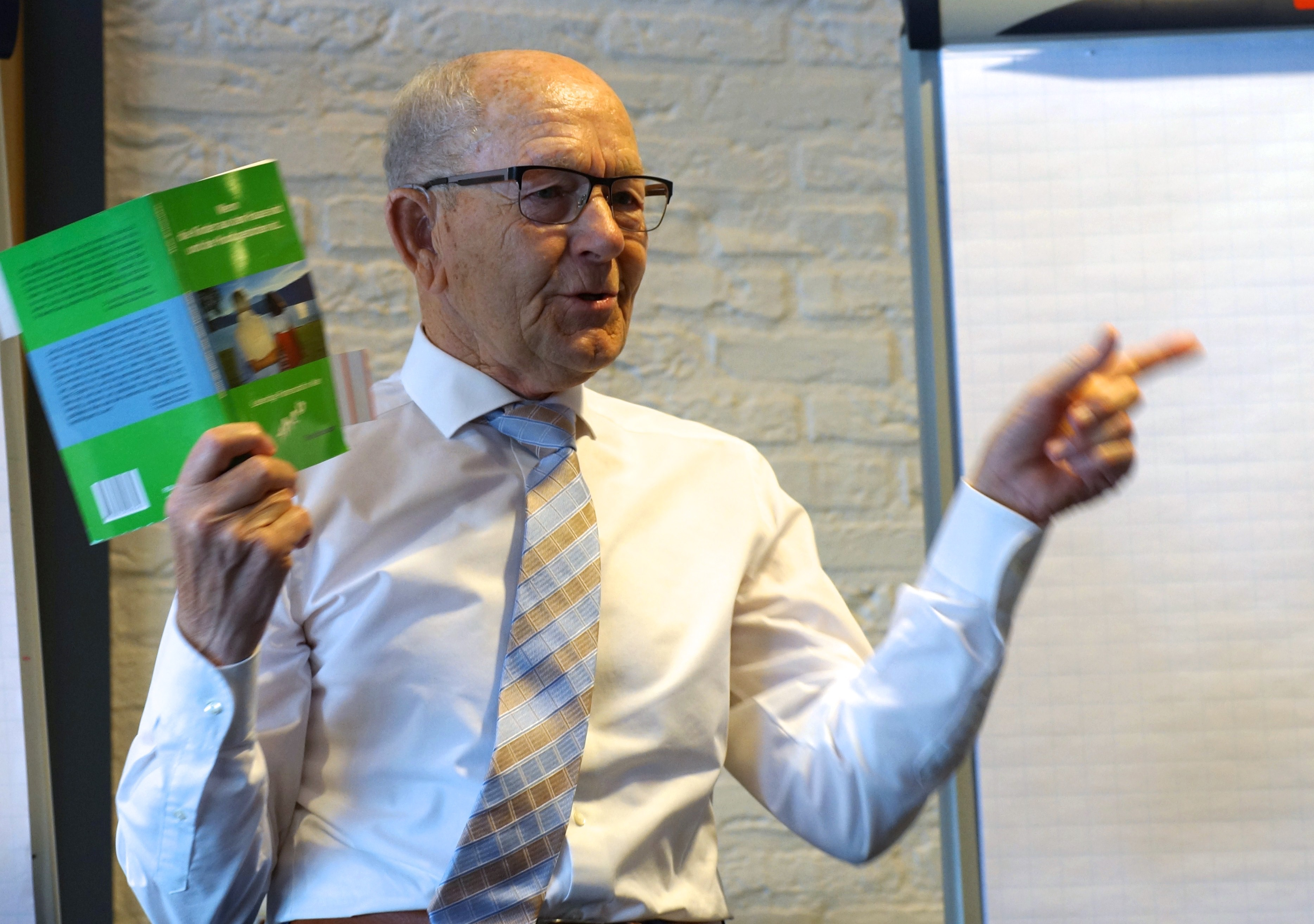
Theo Schoenaker bei einem Vortrag (2018)

Theo Schoenaker (* 24. Juni 1932 in Doetinchem, Niederlande; † 22. Dezember 2021 in Genemuiden, Niederlande) war ein niederländischer Logopäde und individualpsychologischer Berater.

## Leben
Theo Schoenaker studierte zunächst Klavier und Oboe. Anschließend absolvierte er kaufmännische Ausbildungen und arbeitete einige Jahre als Fremdsprachenkorrespondent.
Ende der 1950er Jahre folgte eine Ausbildung zum Logopäden. Er arbeitete zusammen mit seiner Frau Antonia (1930–1994), die ebenfalls Logopädin war, in freier Praxis – vor allem mit erwachsenen Menschen, die stottern. Dies erfolgte zunächst in den Niederlanden, später in Deutschland. Er war Begründer individualpsychologischer Methoden zur Therapie sozialer Störungen sowie Trainingsmethoden zur Förderung und Schulung der Fähigkeit zur Selbstermutigung und Ermutigung.
Schoenaker lebte zuletzt mit seiner Frau Julitta in Genemuiden in den Niederlanden. Er war auch noch im hohen Lebensalter als Vortragsredner, Autor, Supervisor und individualpsychologischer Berater aktiv.

## Wirken
In Deutschland kam Schoenaker durch Erik Blumenthal in Kontakt zu Rudolf Dreikurs, einem Kollegen Alfred Adlers, und lernte einige Jahre von ihm. Schoenaker war von 1969 bis 1982 mit ICASSI (International Committee for Adlerian Summer Schools and Institutes) eng verbunden – im Team und als Vortragender.
1973 eröffnete er das Rudolf-Dreikurs-Institut für soziale Gleichwertigkeit in Züntersbach, Deutschland. 1998 wurde es in Adler-Dreikurs-Institut umbenannt. Ebenfalls 1973 wurde ihm der Turmac-Liemers-Preis für soziale Verdienste verliehen.
Er entwickelte als Logopäde neue Methoden, die zu einem praktisch orientierten Konzept in der Behandlung erwachsener Menschen führten, die stottern. Durch seine Begegnung mit Dreikurs und der Individualpsychologie entwickelte er diese Methode weiter zur individualpsychologischen Gruppentherapie für stotternde Erwachsene. Schoenaker wandte diese Methode auch auf neurotische Störungen an und entwickelte hieraus zunächst die Individualpsychologische Sozialtherapie und später ein präventives Kursprogramm zur bewussteren Lebensgestaltung, das „Encouraging Training“. 1996 begründete er zusammen mit seiner Frau Julitta ein spezielles Ausbildungskonzept zum individualpsychologischen Berater, dessen Hauptmerkmal das ermutigende Lernen ist.
Auf Initiative von Theo Schoenaker wurde im Februar 1990 der Verein „Trendwende Ermutigung“ als Forum des Austausches für Encouraging-Trainer gegründet. Ziel war es, eine Institution anzubieten, die ihre Mitglieder bei der Verbreitung des Ermutigungskonzeptes unterstützt. Der Verein wurde 1996 in „Verein für praktizierte Individualpsychologie“ umbenannt.
Aufgrund seiner Verdienste um das Stottern und die Individualpsychologie wurde Schoenaker 2002 vom Meredith College, Raleigh, North Carolina der Titel „Kenan Distinguished Professor“ verliehen.
Mit dem Ziel, Individualpsychologie für Laien verständlich zu machen und zu verbreiten, hielt Schoenaker themenbezogene Vorträge in Deutschland und den Niederlanden, die teilweise aufgezeichnet und veröffentlicht wurden. Er war zudem Autor zahlreicher Bücher.

## Schriften (Auswahl)
- Individualpsychologische Sozialtherapie, 1975, Eigenverlag des Rudolf-Dreikurs-Instituts
- mit Albert Schottky: Was bestimmt mein Leben, 1976, 3. Auflage 1988, ISBN 978-3-926116-54-3
- Die neue Ehe, Horizonte Verlag, 1987, ISBN 978-3-926116-52-9
- mit Antonia Schoenaker: Die neue Partnerschaft, Horizonte Verlag, 1988, ISBN 978-3-926116-53-6
- Mut tut gut, 1991, mehrere Auflagen, Horizonte Verlag, ISBN 978-3-932708-47-3
- Versteh mich doch, 1993, ISBN 978-3-89483-011-3
- mit J. Seitzer, G. Wichtmann: So macht mir mein Beruf wieder Spaß, 1995, ISBN 978-3-466-30394-6
- Stottern, ein Problem für alle, 1997
- Sich als Eltern gut fühlen, 1997, ISBN 978-3-932708-04-6
- mit J. Schoenaker, J. M. Platt: Mit Kindern in Frieden leben, 1997, ISBN 978-3-932708-51-0
- Leben beginnt mit Loslassen, 1998, RDI-Verlag, ISBN 978-3-932708-07-7
- Die Antwortfee und andere Ermutigungsgeschichten, 1999, ISBN 978-3-451-04647-6
- mit J. Schoenaker, J. M. Platt: Die Kunst als Familie zu leben, 2000, ISBN 978-3-932708-51-0
- Ja..., aber, 2000, 2005, ISBN 978-3-932708-12-1
- Die kreative Partnerschaft, 2001, 2005, ISBN 978-3-932708-50-3
- Worauf wartest Du?, 2002, 2010, ISBN 978-3-932708-22-0
- Loslassen, damit das Leben weiter geht,  2005, RDI-Verlag, ISBN 978-3-932708-29-9
- Das Leben selbst gestalten, 2006, RDI-Verlag, ISBN 978-3-932708-48-0
- Wenn die Kinder aus dem Haus sind und der Hund gestorben ist, 2008, RDI-Verlag, ISBN 978-3-932708-34-3
- So wie du bist, bist du gut genug. Ermutigung für Eltern, 2009, RDI-Verlag, ISBN 978-3-932708-44-2
- Wie im Märchen. Kurzgeschichten zum Erfolg, 2010, ISBN 978-3-932708-45-9
- Erfolg in der Schule, 2010, RDI-Verlag, ISBN 978-3-932708-46-6
- Mutig anders – Psychologie für den Frieden, 2016, BoD, ISBN 978-3-7412-5001-9